# Николай Асеев
Николай Николаевич Асеев (9 юли 1889, Лгов - 16 юли 1963, Москва) е руски поет. Носител на Държавна награда на СССР (1941). По стил на писане е близък до Владимир Маяковски.

## Биография
Роден в семейство на застрахователен агент. Детските си години прекарва в дома на дядо си, който е запален ловец и рибар, любител на народните песни и приказки и прекрасен разказвач.
Учи в Московския институт по търговия (1909-1912) и във Филологическия факултет на Московския и Харковския университети. По време на Гражданската война се оказва в Далечния изток.
През 1922 г. пристига в Москва. Живее там до смъртта си.

## Творчество
- „Двадесет и шест“ – поема – 1925 г.
- „Маяковски започва“ – поема – 1925 г.
- „Първият взвод“ – стихосбирка – 1941 г.
- „Размисъл“ – стихосбирка – 1955 г.
- „Лад“ – стихосбирка – 1961 г.